# 喬治·朱利安·保羅
喬治·朱利安·保羅（Georges Julien Paul，1996年1月7日—），毛里裘斯男子羽毛球運動員，2018年獲頒模里西斯年度最佳運動員。

## 簡歷
在其兄影響下，十歲開始接觸羽球。
2016年2月，保羅出戰羅斯希爾羽毛球國際賽男子單打項目，在決賽中以0-2的成績（10-21、17-21）不敵自身男雙拍檔阿蒂什·卢巴，屈居亞軍。
2017年8月，保羅參加蘇格蘭格拉斯哥舉行的世界羽毛球錦標賽，出戰男子單打項目，首圈就以0比2（7-21、9-21）不敵5號種子、中國的谌龙出局。

## 主要比賽成績
只列出曾進入準決賽的國際賽事成績：
| 年份   | 賽事                                     | 公開賽級別 | 項目     | 搭檔                      | 成績   |
| ------ | ---------------------------------------- | ---------- | -------- | ------------------------- | ------ |
| 2013年 | 非洲羽毛球錦標賽                         | 其他       | 混合團體 | －                        | 季軍   |
| 2013年 | 非洲羽毛球錦標賽                         | 其他       | 男子雙打 | 阿蒂什·卢巴               | 季軍   |
| 2013年 | 毛里裘斯羽毛球國際賽                     | 未來系列賽 | 男子雙打 | Denneshsing Baboolall     | 亞軍   |
| 2013年 | 南非羽毛球國際賽                         | 未來系列賽 | 男子雙打 | 阿蒂什·卢巴               | 冠軍   |
| 2014年 | 非洲羽毛球錦標賽                         | 其他       | 混合團體 | －                        | 季軍   |
| 2014年 | 非洲羽毛球錦標賽                         | 其他       | 男子雙打 | Deeneshsing Baboolall     | 季軍   |
| 2015年 | 全非運動會羽毛球比賽 暨 非洲羽毛球錦標賽 | 其他       | 混合團體 | －                        | 冠軍   |
| 2015年 | 博茨瓦納羽毛球國際賽                     | 國際系列賽 | 男子雙打 | 阿蒂什·卢巴               | 準決賽 |
| 2016年 | 羅斯希爾羽毛球國際賽                     | 未來系列賽 | 男子單打 | －                        | 亞軍   |
| 2016年 | 非洲羽毛球團體錦標賽                     | 其他       | 男子團體 | －                        | 亞軍   |
| 2016年 | 毛里裘斯羽毛球國際賽                     | 國際系列賽 | 男子單打 | －                        | 準決賽 |
| 2016年 | 贊比亞羽毛球國際賽                       | 國際系列賽 | 男子單打 | －                        | 亞軍   |
| 2016年 | 贊比亞羽毛球國際賽                       | 國際系列賽 | 男子雙打 | 阿蒂什·卢巴               | 冠軍   |
| 2016年 | 南非羽毛球國際賽                         | 國際系列賽 | 男子單打 | －                        | 準決賽 |
| 2016年 | 博茨瓦納羽毛球國際賽                     | 國際系列賽 | 男子雙打 | 阿蒂什·卢巴               | 亞軍   |
| 2016年 | 博茨瓦納羽毛球國際賽                     | 國際系列賽 | 混合雙打 | 哈迪亚·胡斯尼             | 亞軍   |
| 2017年 | 烏干達羽毛球國際賽                       | 國際系列賽 | 男子單打 | －                        | 冠軍   |
| 2017年 | 烏干達羽毛球國際賽                       | 國際系列賽 | 男子雙打 | 阿蒂什·卢巴               | 亞軍   |
| 2017年 | 非洲羽毛球錦標賽                         | 其他       | 男子單打 | －                        | 季軍   |
| 2017年 | 非洲羽毛球錦標賽                         | 其他       | 混合雙打 | 凯特·甫·库内              | 亞軍   |
| 2017年 | 毛里裘斯羽毛球國際賽                     | 國際系列賽 | 男子雙打 | 阿蒂什·卢巴               | 亞軍   |
| 2017年 | 博茨瓦納羽毛球國際賽                     | 國際系列賽 | 男子單打 | －                        | 準決賽 |
| 2017年 | 博茨瓦納羽毛球國際賽                     | 國際系列賽 | 男子雙打 | 阿蒂什·卢巴               | 亞軍   |
| 2017年 | 博茨瓦納羽毛球國際賽                     | 國際系列賽 | 混合雙打 | 奥雷利·玛丽·伊丽莎·阿勒奇 | 亞軍   |
| 2017年 | 贊比亞羽毛球國際賽                       | 國際系列賽 | 男子單打 | －                        | 準決賽 |
| 2017年 | 贊比亞羽毛球國際賽                       | 國際系列賽 | 男子雙打 | 阿蒂什·卢巴               | 冠軍   |
| 2017年 | 南非羽毛球國際賽                         | 國際系列賽 | 男子單打 | －                        | 亞軍   |
| 2017年 | 南非羽毛球國際賽                         | 國際系列賽 | 男子雙打 | 阿蒂什·卢巴               | 亞軍   |
| 2018年 | 全非洲羽毛球男女子團體錦標賽             | 其他       | 男子團體 | －                        | 季軍   |
| 2018年 | 非洲羽毛球錦標賽                         | 其他       | 男子單打 | －                        | 冠軍   |
| 2018年 | 烏干達羽毛球國際賽                       | 國際系列賽 | 混合雙打 | 奥雷利·玛丽·伊丽莎·阿勒奇 | 亞軍   |
| 2018年 | 毛里裘斯羽毛球國際賽                     | 未來系列賽 | 男子單打 | －                        | 準決賽 |
| 2018年 | 毛里裘斯羽毛球國際賽                     | 未來系列賽 | 混合雙打 | 奥雷利·玛丽·伊丽莎·阿勒奇 | 冠軍   |
| 2019年 | 肯亞羽毛球國際賽                         | 未來系列賽 | 男子雙打 | 阿蒂什·盧巴               | 亞軍   |
| 2019年 | 全非羽毛球錦標賽                         | 其他       | 男子單打 | －                        | 季軍   |
| 2019年 | 非洲運動會羽毛球比賽                     | 其他       | 混合團體 | －                        | 銀牌   |
| 2019年 | 非洲運動會羽毛球比賽                     | 其他       | 男子單打 | －                        | 金牌   |
| 2019年 | 非洲運動會羽毛球比賽                     | 其他       | 男子雙打 | 阿蒂什·盧巴               | 銅牌   |
| 2019年 | 阿爾及利亞羽毛球國際賽                   | 國際系列賽 | 男子單打 | －                        | 準決賽 |
| 2019年 | 巴基斯坦羽毛球國際系列賽                 | 國際系列賽 | 男子單打 | －                        | 亞軍   |
| 2020年 | 全非洲羽毛球男女子團體錦標賽             | 其他       | 男子團體 | －                        | 亞軍   |
| 2020年 | 全非羽毛球錦標賽                         | 其他       | 男子單打 | －                        | 冠軍   |
| 2020年 | 全非羽毛球錦標賽                         | 其他       | 男子雙打 | 阿蒂什·盧巴               | 亞軍   |
| 2023年 | 全非羽毛球錦標賽                         | 其他       | 混合團體 | －                        | 亞軍   |
| 2023年 | 全非羽毛球錦標賽                         | 其他       | 男子單打 | －                        | 亞軍   |
| 2023年 | 智利羽毛球國際賽                         | 未來系列賽 | 男子單打 | －                        | 準決賽 |
| 2023年 | 烏干達羽毛球國際系列賽                   | 國際系列賽 | 混合雙打 | 凯特·卢迪克               | 準決賽 |
| 2023年 | 贊比亞羽毛球國際賽                       | 國際系列賽 | 混合雙打 | 凯特·卢迪克               | 準決賽 |
| 2023年 | 博茨瓦納羽毛球國際賽                     | 未來系列賽 | 男子單打 | －                        | 冠軍   |
| 2023年 | 博茨瓦納羽毛球國際賽                     | 未來系列賽 | 混合雙打 | 凯特·卢迪克               | 冠軍   |
| 2023年 | 南非羽毛球國際賽                         | 未來系列賽 | 男子單打 | －                        | 亞軍   |
| 2024年 | 全非洲羽毛球男女子團體錦標賽             | 其他       | 男子團體 | －                        | 季軍   |
| 2024年 | 全非羽毛球錦標賽                         | 其他       | 男子單打 | －                        | 亞軍   |
| 2024年 | 全非羽毛球錦標賽                         | 其他       | 混合雙打 | 凯特·甫·库内              | 季軍   |
| 2024年 | 非洲運動會羽毛球比賽                     | 其他       | 混合雙打 | 凯特·卢迪克               | 銅牌   |
| 2025年 | 全非羽毛球錦標賽                         | 其他       | 男子單打 | －                        | 季軍   |
| 2025年 | 全非羽毛球錦標賽                         | 其他       | 男子雙打 | Jean Bernard Bongout      | 亞軍   |

| 2007-2017年 | 首要超級賽 | 超級賽 | 黃金大獎賽 | 大獎賽 | 國際挑戰賽 | 國際系列賽 | 未來系列賽 | 其他 |

| 2018-2026年 | 總決賽 | 超級1000賽 | 超級750賽 | 超級500賽 | 超級300賽 | 超級100賽 | 國際挑戰賽 | 國際系列賽 | 未來系列賽 | 其他 |

### 奧運會和世錦賽參賽紀錄
| 年份     | 搭檔        | 2017 | 2018 | 2019 | 2020       | 2022  | 2023 | 2024       |
| -------- | ----------- | ---- | ---- | ---- | ---------- | ----- | ---- | ---------- |
| 男子單打 | －          | 64強 | 64強 | 64強 | 小組第三名 | 32強  | 64強 | 小組第二名 |
|          |             |      |      |      |            |       |      |            |
| 男子雙打 | 阿蒂什·卢巴 | 64強 | －   | －   | －         | 64強1 | －   | －         |

- ^  注解1：退賽